# Vienna Calling
Vienna Calling ist ein Pop-Rap-Song des  österreichischen Musikers Falco aus dem Jahr 1985. Es ist die zweite Singleauskopplung aus dem Studioalbum Falco 3 und wurde ein weltweiter Charterfolg. Neben europaweiten Top-Ten-Platzierungen erreichte er auch die Top 20 in Neuseeland, Kanada und den USA.

## Entstehung und Inhalt
Vienna Calling wurde von Falco gemeinsam mit dem Autorenduo Bolland & Bolland geschrieben. Der Songtext handelt von Falcos Heimatstadt Wien und deren Entwicklung. Dabei wird zum einen auf das immer internationaler werdende Ambiente der Stadt und das Telefon als schnelles Kommunikationsmittel Bezug genommen; auch wird gefragt „wohin sind deine Frau’n?“, womit suggeriert wird, diese seien anderenorts – dies gipfelt am Ende des Songs darin, dass der Alarm „rot“ und „Wien in Not“ sei. Die erste Strophe berichtet etwa von einer Frau namens Stella, die „in Rio“ „sitzt“ und in Tokio „liegt“. Der schnelle Pop-Rap-Song wird mit einem Querflötenmotiv untermalt und von einer bluesigen, clean gespielten Gitarre begleitet. Auch einige Samples („hello“) werden verwendet, die das Telefon-Motiv unterstützen. Am Ende spielt die Querflöte ein Solo.

## Veröffentlichung und Rezeption
Die Single erschien am 11. September 1985 bei GiG sowie A&M Records. Auf der B-Seite ist der Song Tango in the Night enthalten. Eine 12"-Maxi mit der 7:36 Minuten langen Tourist-Version erschien im selben Jahr. Darüber hinaus gibt es eine Maxi mit dem 7:40 Minuten langen The Metternich Arrival Mix. Im April/Mai 1986 erschien der 4:00 Minuten lange The New '86 Edit / Mix.
Der Song erreichte hohe Chartpositionen in Europa, so Platz drei in Österreich, Platz vier in Deutschland und Platz sieben in der Schweiz sowie Platz zehn im Vereinigten Königreich. Platz zehn in Neuseeland und Platz 18 in den USA belegen den internationalen Erfolg der Single.
Wie schon mit Maschine brennt und Rock Me Amadeus trat Falco mit Vienna Calling zweimal in der ZDF-Hitparade auf; er wurde per TED-Abstimmung am 16. Oktober 1985 auf den ersten Platz gewählt und durfte daher in der folgenden Ausgabe am 13. November den Song erneut aufführen. Es war das einzige Mal, dass Falco die Hitparade gewinnen konnte.

## Weitere Verwendung
Eine Coverversion existiert etwa von Massimo Schena & Lukas Plöchl, diese Version erreichte Platz 72 in Österreich. Ein weiterer Song mit einem Sample des Lieds wurde von Celo & Abdi feat. Niqo Nuevo veröffentlicht.